# Кайзерштуль (Швейцария)
Кайзерштуль (нем. Kaiserstuhl) — населённый пункт в Швейцарии, входит в состав коммуны Цурцах округа Цурцах в кантоне Аргау.
Население составляет 401 человек (на 31 декабря 2007 года). Официальный код — 4308.
До 2021 года был самостоятельной коммуной. С 1 января 2022 года объединён с 7 другими коммунами в коммуну Цурцах.

## Знаменитые уроженцы
- Герман Зутер — швейцарский композитор, дирижёр и педагог.